# Chonemorpha eriostylis
Chonemorpha eriostylis är en oleanderväxtart som beskrevs av Charles-Joseph Marie Pitard. Chonemorpha eriostylis ingår i släktet Chonemorpha och familjen oleanderväxter. Inga underarter finns listade i Catalogue of Life.